# Ēvele
Evele (Ēvele; antes también Ēvele) (en letón латыш), es una localidad del municipio de Burtnieki, en Letonia. Es el centro administrativo de la parroquia de Evelle. En 2015, el municipio contaba con 231 habitantes.

## Historia
Se mencionó por primera vez en 1562 como Alt Volfarth.
Durante la época soviética, la aldea formaba parte del consejo de la aldea de Ertsenskij, en el distrito de Valka. El pueblo albergaba la granja colectiva Vieniba.
Era el centro de una parroquia con las aldeas y fincas:
- Alt Wohlfahrt (Ēvele), Rittergut
- Pastorat Wohlfahrt (Ēvele), (kirchlicher Besitz)
- Wohlfahrtslinde (Jaunjērcēni)
- Keysen (Ķeiži)
- Kemmershof (Ķemere)
- Kempen (Ķempēni)
- Neu-Wohlfahrt (Vecjērcēni)

## Lugares de interés
- Iglesia evangélica luterana, construida entre 1814 y 1821
- Volkshaus, el edificio más antiguo que se conserva de 1609